# Marcus Mielke
Marcus Mielke (Mühlacker, 31 de enero de 1975) es un deportista alemán que compitió en remo. Ganó dos medallas en el Campeonato Mundial de Remo, oro en 1996 y bronce en 1998.

## Palmarés internacional
| Campeonato Mundial | Campeonato Mundial       | Campeonato Mundial | Campeonato Mundial        |
| Año                | Lugar                    | Medalla            | Prueba                    |
| ------------------ | ------------------------ | ------------------ | ------------------------- |
| 1996               | Motherwell (Reino Unido) | Medalla de oro     | Ocho con timonel ligero   |
| 1997               | Aiguebelette (Francia)   | Medalla de bronce  | Cuatro sin timonel ligero |